# Trg Taksim
Trg Taksim (turško Taksim Meydanı, ˈtaksim ˈmejdanɯ), ki je v Beyoğluju v evropskem delu Carigrada v Turčiji, je pomembno turistično in prostočasno območje, ki slovi po svojih restavracijah, trgovinah in hotelih. Velja za srce sodobnega Carigrada, z osrednjo postajo metroja. Trg Taksim je tudi lokacija republiškega spomenika (turško Cumhuriyet Anıtı), ki ga je izdelal Pietro Canonica in je bil slovesno odprt leta 1928. Spomenik obeležuje 5. obletnico ustanovitve republike Turčije leta 1923 po turški vojni za neodvisnost.
Trg na jugu obdaja hotel Marmara, na vzhodu Atatürkov kulturni center, na severu park Gezi in na zahodu mošeja Taksim. Na trgu se steka več glavnih cest: Gümüşsuyu Caddesi, Cumhuriyet Caddesi, Tarlabaşı Bulvarı, İstiklal Caddesi in Sıraselviler Caddesi.

## Zgodovina
Beseda Taksim v arabščini pomeni 'razdelitev'. Trg Taksim je bil prvotno točka, kjer so se zbrali glavni vodovodi iz severnega dela Carigrada in se odcepili v druge dele mesta (od tod tudi ime). To uporabo območja je določil sultan Mahmud I. Trg je dobil ime po kamnitem rezervoarju iz osmanskega obdobja, ki je ob eni strani trga.
Druga pomembna stavba, ki je nekoč stala na trgu, je bila topniška vojašnica Taksim iz 19. stoletja (Taksim Kışlası, ki je kasneje postala stadion Taksim), vendar je bila porušena leta 1940 med gradbenimi deli v skladu z načrti francoskega arhitekta in urbanista Henrija Prosta za trg Taksim in park Taksim Gezi.
Taksim Gezi Park je majhen zelen park sredi betonskega prostranstva osrednjega Carigrada. Leta 2013 je mestna občina, ki je želela na mestu parka obnoviti staro vojašnico kot nakupovalno središče, začela nasilno odstranjevati protestnike, ki so se utaborili v parku. Ko so se razširile novice o policijski brutalnosti, se je na tisoče ljudi zbralo v gibanju Occupy Taksim, da bi zaustavili rušenje parka. Od leta 2013 je bil status projekta rušenja v negotovosti, vlada Stranke za pravičnost in razvoj (AKP) ima policijo, nameščeno na trgu Taksim in okoli njega, z opremo za nadzor nemirov, da odvrne morebitne velike demonstracije.

## Danes
Taksim je glavno prometno središče in priljubljena destinacija tako za turiste kot za prebivalce Carigrada. İstiklal Caddesi (Avenija neodvisnosti), dolga nakupovalna ulica za pešce, se konča na tem trgu, nostalgičen tramvaj pa vozi s trga vzdolž avenije, ki se konča blizu Tünela (1875), ki je za londonsko podzemno železnico (1863) druga najstarejša linija podzemne železnice na svetu. Poleg tega, da služi kot glavna prestopna točka za občinski avtobusni sistem, je trg Taksim tudi končna postaja Hacıosman-4. Podzemna linija Levent-Taksim-Yenikapı carigrajskega metroja.
Položaj Taksima je dobil dodatno spodbudo 29. junija 2006, ko je bila odprta nova vzpenjača Kabataş-Taksim F1, ki povezuje postajo metroja Taksim s tramvajsko postajo Kabataş in pristaniščem Seabus, kar ljudem omogoča, da se na Taksim povzpnejo v samo 110 sekundah.
V okolici trga Taksim so številne potovalne agencije, hoteli, restavracije, pubi in mednarodne verige hitre prehrane, kot so Pizza Hut, McDonald's, Subway in Burger King. Tu je tudi nekaj največjih hotelov v Carigradu, vključno z InterContinentalom, Divanom in Marmara Hotelom. Taksim je bil nekoč priljubljena lokacija za javne dogodke, kot so parade, praznovanja novega leta in druga družabna srečanja, čeprav od leta 2016 le redko dajejo dovoljenje za tovrstna srečanja.
Na trgu Taksim je tudi Atatürkov kulturni center (Atatürk Kültür Merkezi), večnamenska koncertna dvorana in kulturni center, ki je bil po prenovi ponovno odprt leta 2021. Obrnjena je proti mošeji na trgu Taksim, ki je bila prav tako odprta leta 2021.

## Demonstracije in incidenti
Trg je bil včasih pomembno prizorišče političnih protestov.
- 16. februarja 1969 je bilo približno 150 levičarskih demonstrantov ranjenih med spopadi z desničarskimi skupinami v tako imenovani »krvavi nedelji«.
- V dogodkih, znanih kot pokol na trgu Taksim, so neznani in domnevno desničarski strelci ubili 36 levičarskih demonstrantov na trgu med demonstracijami ob prazniku dela 1. maja 1977.
- 10. avgusta 1982 se je Artin Penik, turški Armenec, zažgal v znak protesta proti napadu armenske tajne armade za osvoboditev Armenije na letališče Esenboga.[6]
- Trg Taksim je bil leta 2000 prizorišče nogometnih nemirov, ko sta bila dva navijača Leeds Uniteda med spopadom z navijači Galatasarayja zabodena do smrti, noč pred prvo polfinalno tekmo pokala UEFA 1999–2000 med obema ekipama.
- 31. oktobra 2010 je samomorilska bomba eksplodirala poleg policijskega avtobusa. Napadalec, militant TAK, je umrl, medtem ko je bilo 15 policistov in 17 civilistov ranjenih.[7]
- Maja 2011 je potekal pohod v znak protesta proti čerkeškemu genocidu-

Po številnih drugih nasilnih incidentih so bili vsi protesti in demonstracije prepovedani, policijske enote pa so danes ves čas navzoče, da preprečijo morebitne incidente. Že veliko let je minilo, odkar je bilo dovoljenje za prvomajske ali novoletne dogodke na trgu, pri čemer je bil velik del okolice običajno ograjen za ta dan, postaja podzemne železnice pa je pogosto zaprta, da se prepreči zbiranje ljudi.

## Galerija
- Topniška vojašnica Taksim, ki je kasneje postala stadion Taksim, je bila leta 1940 porušena in leta 1943 zamenjana s parkom Taksim Gezi.
- Nočni klub Maxim, prej kino Cinemajik.
- Taksim v šestdesetih letih dvajsetega stoletja, v ozadju pa je viden kampus Taşkışla Tehnične univerze v Istanbulu.
- Grška pravoslavna cerkev Hagia Triada, blizu trga Taksim
- Mošeja Taksim je bila dokončana maja 2021
- Kulturni center Atatürk na trgu Taksim leta 1999, z vhodom na postajo Taksim metroja
- Prenovljen Atatürkov kulturni center
- Prenovljen Atatürkov kulturni center ponoči